# Julie Delporte
Pour les articles homonymes, voir Delporte.
Julie Delporte, née à Saint-Malo en 1983, est une autrice de bande dessinée et une illustratrice d'origine française. Depuis 2005, elle vit à Montréal, au Canada.

## Biographie
En 2005, elle quitte la France et s'installe à Montréal. Elle y publie ensuite des bandes dessinées et des livres pour enfants.
Elle revendique l'influence de l'illustratrice belge Dominique Goblet.
Dans le cadre de ses études, elle s'inscrit à un atelier de bande dessinée au Cégep du Vieux-Montréal. Elle est titulaire d’une maîtrise en études cinématographiques de l’Université de Montréal.
En 2008, elle cofonde les ateliers de la Maison de la bande dessinée de Montréal et le festival de création les 48 heures de la bande dessinée de Montréal. En 2009 et 2010 elle est codirectrice du Journal des 48 heures de la bande dessinée de Montréal avec Vincent Giard. Cette publication a pour particularité de compter une part de femmes bédéastes très importante (45% à 46% des auteurs), en particulier les deux années où Julie Delporte en est directrice,.
En 2011, elle effectue une résidence d’un an au Centre d'étude de la bande dessinée à Hartford dans le Vermont.
Libraire à Montréal, elle anime jusqu'en 2017 une émission radio intitulée Dans ta bulle sur la bande dessinée sur les ondes de CHOQ.FM, la radio de l'UQAM.
Elle est la fondatrice, avec Rosalie Lavoie, Catherine Ocelot, Marie Saur et David Turgeon de la revue Tristesse, dont le premier numéro est sorti en novembre 2017.
Ses récits graphiques paraissent dans différentes revues d'importance telles que 24 images, Lettres québécoises et Jeu.   
Ouvertement féministe,, elle publie en 2020 Décroissance sexuelle, un ouvrage hybride à propos de la sexualité et des traumatismes, qui navigue entre les tons: manifeste, poésie et arts visuels. De ce recueil est tirée une exposition présentée à la galerie Arprim du 22 mai au 19 juin 2021. Les originaux des gravures à l'eau forte du livre côtoie des pièces de céramique créées pour l'exposition.
Aussi en 2020, sa bande dessinée autobiographique Journal, d’abord publiée en France en 2014, paraît finalement au Québec.

## Travaux théoriques sur la bande dessinée
En plus de sa production de bandes dessinées, Julie Delporte est l'autrice de textes théoriques portant sur la bande dessinée numérique et les blogs BD. En 2011, elle écrit un mémoire de maîtrise à l'université de Montréal intitulé « La bédé-réalité : la bande dessinée autobiographique à l’heure des technologies numériques », publié ensuite sous la forme d'un essai aux éditions Colosse. Elle y analyse les blogs BD à travers la question de la liberté permise par le numérique. Elle rapproche cette pratique de l'autobiographie, du journal intime, de la chick lit et de la téléréalité,.

## Œuvres

### Bandes dessinées
- Encore ça, Colosse (auto-édition), 2008[14].
- Le rêve de la catastrophe, avec Vincent Giard, Colosse, 2009.
- Le dernier kilomètre, Colosse (auto-édition), No 1, Montréal, 2011.
- Le dernier kilomètre, Colosse (auto-édition), No 2, 2012.
- La bédé-réalité, Colosse (auto-édition), Essai, 2011.
- Le carnet bleu, Colosse (auto-édition), 2011.
- Je suis un raton laveur, La courte Échelle, Montréal, 2013, 40 p.  (ISBN 978-28-96955-64-0)
- Journal, Koyama Press, Toronto, 2013, 184 p.  (ISBN 978-0-9879630-9-3)
- Journal, L'Agrume, Paris, 2014, 192 p.  (ISBN 979-10-90743-20-5)
- Je vois des antennes partout, Pow Pow, Montréal, 2015, 120 p.  (ISBN 978-2-924049-29-7)
- Everywhere Antennas, Drawn & Quarterly, Montréal, 2014, 112 p.  (ISBN 9781770461543)
- Moi aussi je voulais l'emporter, Pow Pow, Montréal, 2017.  (ISBN 978-2-924049-48-8)
- This Woman's Work, Drawn & Quarterly, Montréal, 2019, 256 p.  (ISBN 9781770463455)
- Journal, Pow Pow, Montréal, 2020, 192 p.  (ISBN 978-2-924049-56-3)
- Décroissance sexuelle, L'Oie de Cravan, Montréal, 2020, 64 p.  (ISBN 978-2-924652-34-3)
- Corps vivante, Pow Pow, Montréal, 2022, 268 p.  (ISBN 9782925114154)
- Grandes oreilles, La Pastèque, 2025, 40 p.  (ISBN 978-2-89777-183-6)

### Travaux théoriques
- Julie Delporte, La Bédé-réalité : La bande dessinée autobiographique à l'heure des technologies numériques, Colosse (maison d'édition), coll. « Essais », 2011, 140 p.